# 33594 Ralphlawton
33594 Ralphlawton è un asteroide della fascia principale. Scoperto nel 1999, presenta un'orbita caratterizzata da un semiasse maggiore pari a 2,4883339 UA e da un'eccentricità di 0,1866715, inclinata di 7,78425° rispetto all'eclittica.